# 4235-ös mellékút (Magyarország)
A 4235-ös számú mellékút egy 7,6 kilométer hosszú, négy számjegyű országos közút Békés vármegye északi részén, Okány és Vésztő települések összekötését szolgálja.

## Nyomvonala
Okány központjában ágazik ki a 4223-as útból, annak a 19,100-as kilométerszelvényénél, dél-délkeleti irányban, Vasút utca néven. Alig fél kilométer után egy elágazáshoz ér: tovább egyenesen a 42 339-es út indul a Békéscsaba–Kötegyán–Vésztő–Püspökladány-vasútvonal Okány vasútállomása felé, a 4235-ös pedig nyugatnak fordul, Vésztői út néven. 1,2 kilométer után eléri a település belterületének nyugati szélét, ugyanott dél felől mellésimulnak a vasút vágányai.
Valamivel kevesebb, mint 2,5 kilométer megtétele után az út keresztezi is a vasutat, 3,8 kilométer után pedig átlép Vésztő területére. Itt nyugat-északnyugati irányban húzódik, majd a 6. kilométere táján még északabbi irányt vesz. A 7. kilométere előtt éri el a belterület szélét, települési neve itt Vásártér út. Egy piskóta-körforgalomban ér véget, beletorkollva a 4234-es útba, annak 14,600-as kilométerszelvénye közelében.
Teljes hossza, az országos közutak térképes nyilvántartását szolgáló kira.gov.hu adatbázisa szerint 7,620 kilométer.

## Települések az út mentén
- Okány
- Vésztő

## Története
1934-ben a kereskedelem- és közlekedésügyi miniszter 70 846/1934. számú rendelete harmadrendű főúttá nyilvánította, a Körösladány-Vésztő-Geszt közti 436-os főút részeként. A döntés annak ellenére született meg, hogy ez a szakasz, a rendelet alapján 1937-ben kiadott közlekedési térkép tanúsága szerint még kiépítetlen volt, hasonlóan a Körösladány-Vésztő közti szakaszhoz, amely ráadásul – úgy tűnik – soha nem is épült meg szilárd burkolatú útként.